# Jalpaiguri (district)
Jalpaiguri is een district in de Indiase staat West-Bengalen. Het district heeft een oppervlakte van 3044 km² en 3.872.846 inwoners (2011). De hoofdstad is het gelijknamige Jalpaiguri.

## Geografie
Jalpaiguri is gelegen in de Kippennek (Engels: Chicken's Neck), een relatief smalle strategische strook India tussen de landen Bangladesh, Bhutan en Nepal, die de "romp" van India scheidt van de noordoostelijke staten van India.
Het district Jalpaiguri grenst aan verschillende andere West-Bengaalse districten: Darjeeling in het westen, Kalimpong in het noorden, Alipurduar in het oosten en Cooch Behar in het zuidoosten. Verder grenst het in het noordoosten aan Bhutan en in het zuidwesten aan het Bengaalse district Panchagarh. Alipurduar behoorde tot 2014 tot Jalpaiguri, maar splitste zich af en vormt sindsdien een afzonderlijk district binnen West-Bengalen.
Jalpaiguri is een deel van de Terai, ten zuiden van de Himalaya. De belangrijkste rivieren zijn de Tista, Torsa, Jaldhaka, Raidak en de Sankosh. De grootste steden en plaatsen zijn de hoofdstad Jalpaiguri, Dhupguri, Mainaguri en een deel van Siliguri.

## Bestuurlijke indeling
Het district is bestuurlijk onderverdeeld in twee subdivisies en zeven block panchayat samities.
Subdivisies:
- Jalpaiguri Sadar
- Mal

Block panchayat samities:
| - Dhupguri - Mal - Matialli - Maynaguri - Nagrakata - Rajganj - Sadar |

## Economie
Jalpaiguri staat het bekendst om zijn theeplantages. Ook is het, in verband met zijn strategische ligging, een belangrijk transportknooppunt.